# Волковцы (Чортковский район)
Волковцы (укр. Вовківці) — село в Борщёвской городской общине Чортковского района Тернопольской области Украины.
До 2020 года входило в Борщёвский район.
Код КОАТУУ — 6120881501. Население по переписи 2001 года составляло 1316 человек.

## Географическое положение
Село Волковцы находится на берегах реки Цыганка,
выше по течению на расстоянии в 1 км расположено село Слободка-Мушкатовская,
ниже по течению на расстоянии в 3 км расположено село Сапогов.
Рядом проходят автомобильная дорога Т-2002 и
железная дорога, станция Волковцы-Турильче в 3-х км.

## История
- 1442 год — дата первого упоминания.

## Объекты социальной сферы
- Школа I—II ст.
- Дом культуры.
- Фельдшерско-акушерский пункт.